# 명석초등학교
명석초등학교는 대한민국 경상남도 진주시 명석면 우수리에 있는 공립 초등학교이다.

## 학교 연혁
- 1930년 4월 22일 명석공립보통학교 개교(명석면 관지리, 설립인가 2월 13일)
- 1938년 4월 1일 명석공립심상소학교로 개칭
- 1941년 4월 1일 명석공립국민학교로 개칭
- 1946년 11월 21일 용우분교장 설립인가
- 1956년 4월 1일 계원분교장 설립인가
- 1995년 3월 1일 용우국민학교로 병합

- 1947년 2월 28일 명석국민학교 용우분교장 설립인가
- 1949년 12월 15일 용우국민학교로 승격
- 1981년 3월 1일 병설유치원 개원
- 1994년 3월 1일 외율분교장 병합
- 1995년 3월 1일 명석국민학교, 오미분교장 병합

- 1934년 5월 11일 명석공립보통학교 부설 오미간이학교 개교(설립인가 3월 11일)
- [943년 8월 23일 오미공립국민학교로 승격
- 1953년 4월 1일 외율분교장 설립인가
- 1961년 4월 1일 외율국민학교로 승격
- 1963년 5월 5일 도서관 설치
- 1983년 2월 15일 병설유치원 설립인가
- 1989년 3월 1일 외율분교장 편입
- 1995년 2월 28일 용우국민학교로 병합
- 1997년 4월 12일 교적비 건립(오미 집단이주단지 내)

- 1953년 4월 1일 오미국민학교 외율분교장 설립인가
- 1961년 4월 1일 외율국민학교 승격 개교
- 1981년 2월 10일 산수과 우수학교 선정, 학교경영 우수학교
- 1981년 10월 31일 시 선정 자연보호 우수학교
- 1989년 3월 1일 오미국민학교 외율분교장으로 편입
- 1994년 9월 1일 오미국민학교로 통폐합

- 1955년 4월 4일 명석국민학교 계원분교장 설치
- 1961년 4월 1일 계원국민학교 승격 개교
- 1995년 3월 1일 용우국민학교 계원분교장으로 개칭
- 1997년 2월 19일 제37회 졸업(총 졸업생 1,180명)
- 1997년 9월 1일 용우초등학교 통합

- 1996년 3월 1일 용우초등학교로 개칭
- 1997년 2월 10일 다목적실 미래관 신축
- 1997년 9월 1일 계원분교장 병합
- 2005년 8월 23일 과학실 현대화 사업
- 2007년 10월 1일 도서실 지혜뜨락 개관
- 2010년 8월 30일 보건실 현대화 사업 완공
- 2013년 3월 1일 명석초등학교로 교명 개칭
- 2014년 2월 18일 미래관 증축, 역사관 개관, 통합비 건립

## 참고 자료
- 명석초등학교 - 한국교육학술정보원 학교알리미